# Paradystus
Paradystus is een kevergeslacht uit de familie van de boktorren (Cerambycidae). De wetenschappelijke naam van het geslacht werd voor het eerst geldig gepubliceerd in 1923 door Aurivillius.

## Soorten
Paradystus omvat de volgende soorten:
- Paradystus ceylonicus Breuning, 1954
- Paradystus infrarufus Breuning, 1954
- Paradystus innotatus Breuning, 1954
- Paradystus notator (Pascoe, 1867)